# Bateaux-Bus de Marseille
Le réseau de Bateaux-Bus de Marseille désigne différents services de dessertes maritimes couvrant différents quartiers insulaires ou non de la Ville de Marseille.
Ils sont exploités principalement par la RTM et intégrés à La Métropole Mobilité :
- lebateau : desserte maritime de l’archipel du Frioul ;
- lanavette : trois lignes reliant la Pointe Rouge et l’Estaque au Vieux-Port ainsi que la Pointe Rouge aux Goudes ;
- Le Ferry Boat : transport maritime à vocation principalement touristique d’une rive à l’autre du Vieux-Port.

## Réseau actuel

### lebateau

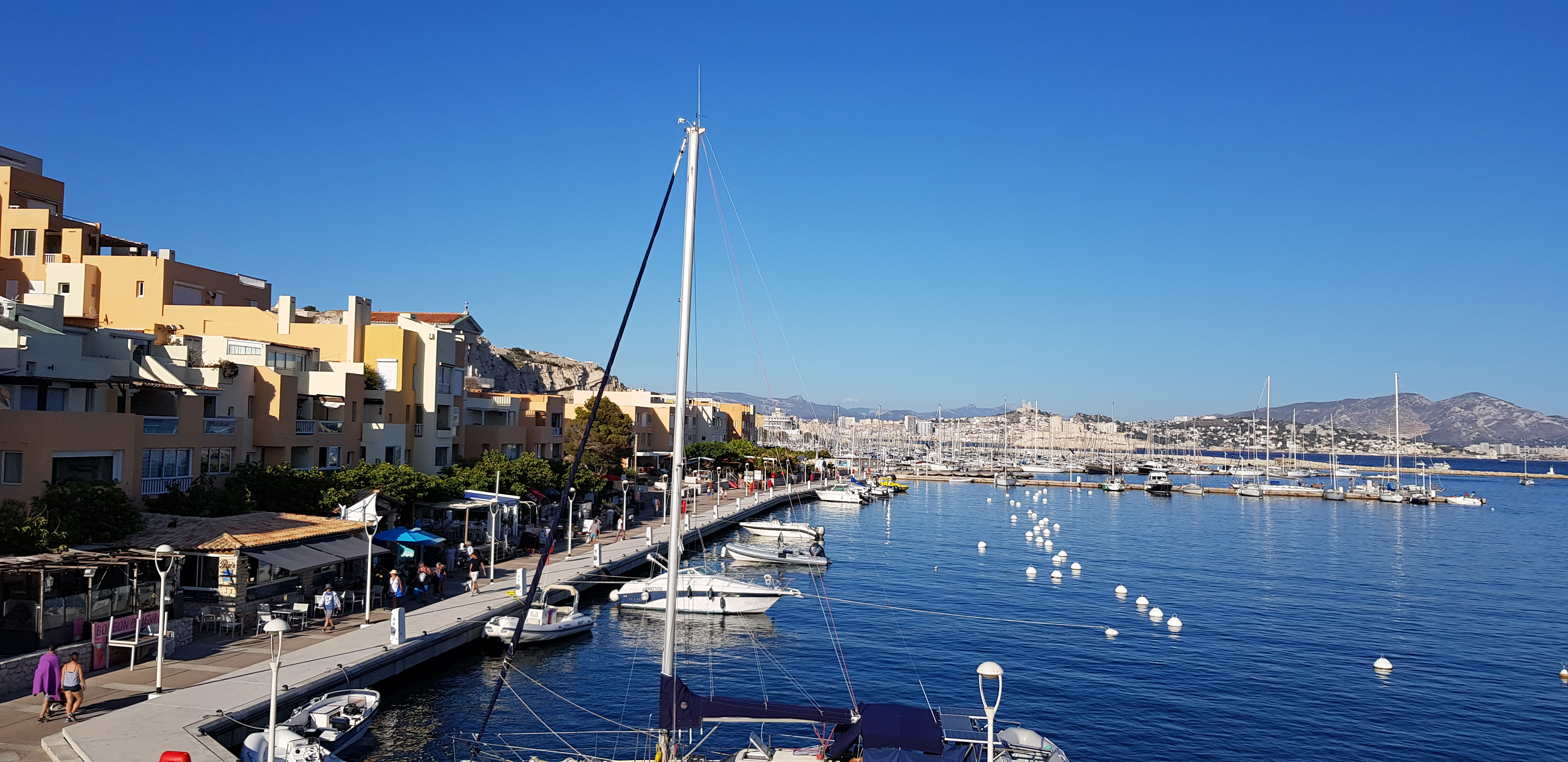
Vue du Port du Frioul (en fond la gare maritime)

C'est un service de bateau-bus assuré sous forme de délégation de service public visant ;
- à maintenir la continuité territoriale pour les habitants de l'archipel
- et une desserte touristique des Iles du Frioul.

3 bateaux assurent la desserte tous les jours de 6h30 à 23h45 (en fonction de la saison) au départ de la gare maritime du Vieux-Port.

Précédemment assuré par une société privée (Frioul If Express), le service a été repris par la RTM en 2019 qui agit pour le compte de la Métropole d'Aix Marseille Provence.

### lanavette

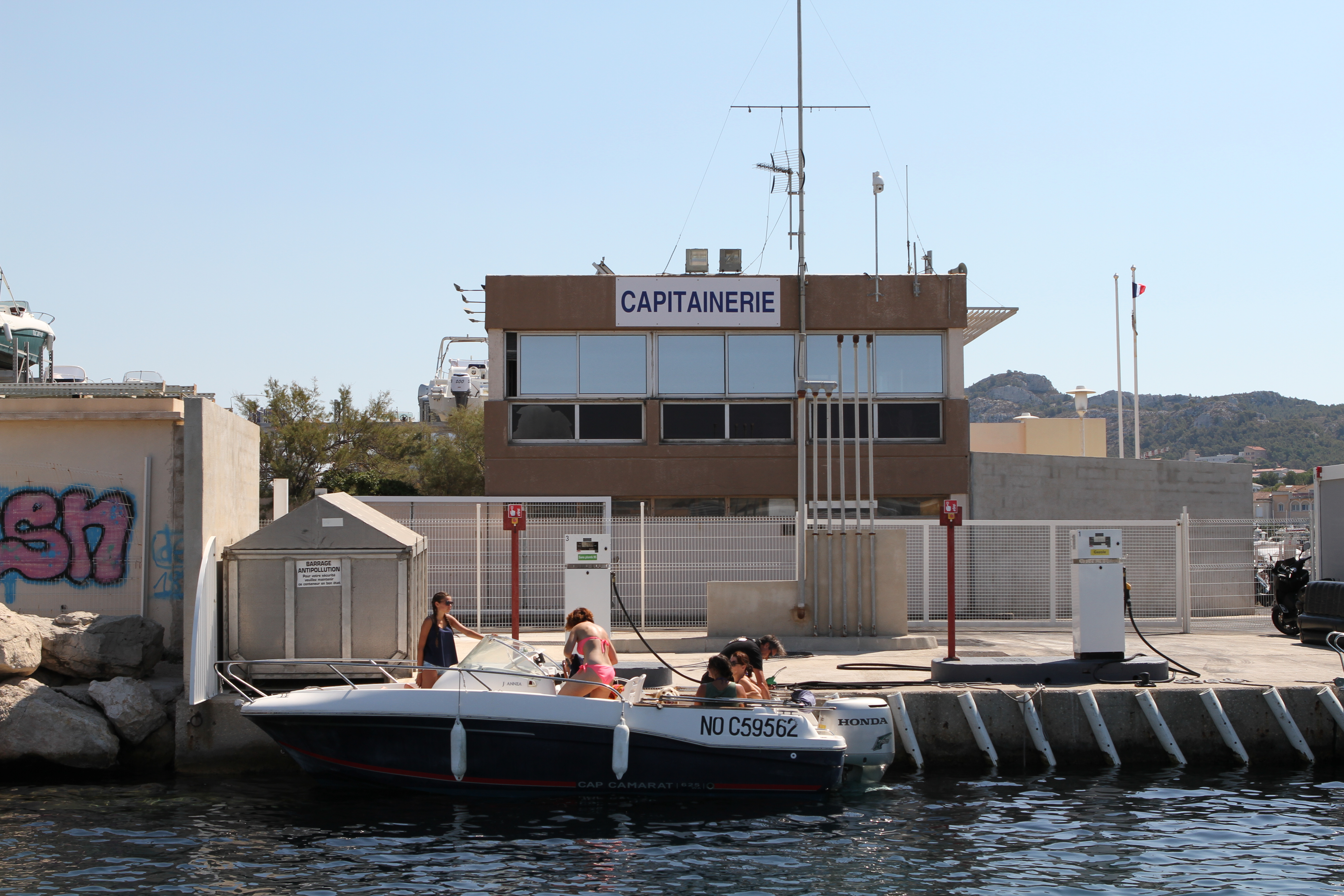
Capitainerie et station service marine du port de La Pointe-Rouge

Comme beaucoup de villes avec une grande façade maritime, la ville dispose depuis quelques années de 3 lignes saisonnières reliant différents quartiers à l'extrémité de la ville :
- De la Pointe Rouge et l’Estaque au Vieux-Port
- ainsi que la Pointe Rouge aux Goudes.

### Le Ferry Boat

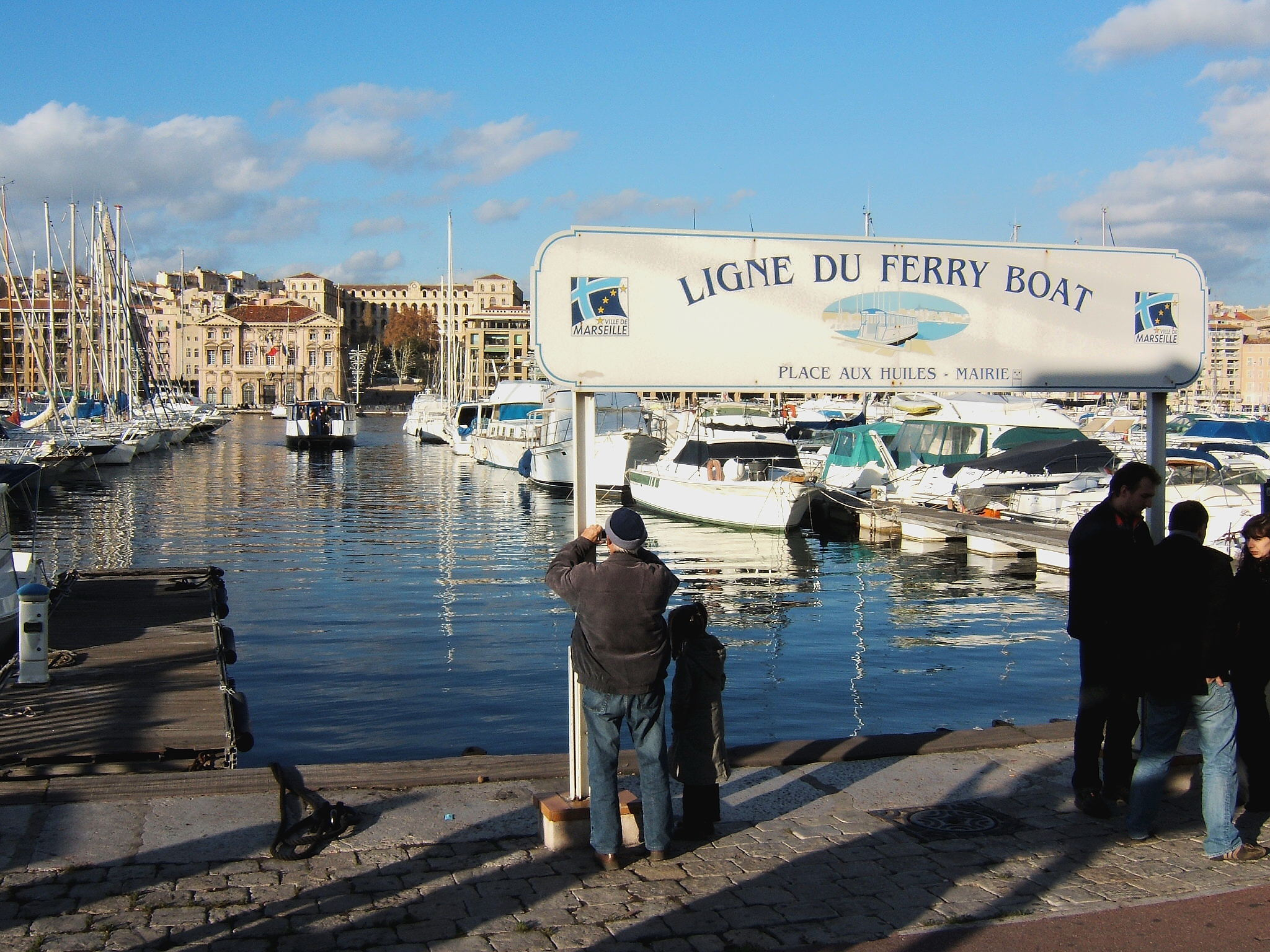
Le Ferry Boat dans le vieux port.

Mythique service de traversée d’une rive à l’autre du Vieux-Port.

## Flotte
- lanavette (capacité 123 personnes) [1]
  - Ratonneau
  - San Antonio
- Le Ferry Boat (capacité 35 personnes) [2]
  - César : livré par les chantiers navals en 1952.
  - Ferry Boat : en service depuis février 2010, ce ferry boat tout électrique est de type catamaran.
- lebateau (capacité 160 passagers) [3]
  - Chevalier Paul
  - Edmond Dantès
  - Henri-Jacques Espérandieu